# Fédération française des jeux de rôles grandeur nature
 (octobre 2018).
La Fédération française des jeux de rôles grandeur nature, souvent abrégé en FédéGN, est une association visant à fédérer les différentes associations de jeu de rôle grandeur nature en France.

## Histoire
La fédération est créée en 1994, bien que ses statuts ne soient déposés qu'en avril 1996. Elle regroupe des associations de jeux de rôles grandeur nature (abrégé GN) dans un but premier de communication, d'entraide et de contribuer à l'amélioration de la qualité et l’expansion et à la diversification de l'activité.

## Fonctionnement
La FédéGN est une association loi de 1901 reconnue d'intérêt général depuis 2008 et agréée Jeunesse et Éducation Populaire depuis 2001. Ses membres sont des associations.
La FédéGN comptait 208 associations membres en 2017, pour un total de 8718 joueurs assurés.
Elle regroupe des associations ayant des pratiques ou utilisant des outils de jeux différents (jeux historiques, fantastiques, airsoft, paintball, trollball...)
L'assemblée générale de la FédéGN, réunie une fois par an, est composée des représentants des associations affiliés à la fédération. Elle élit le conseil d'administration composé de 5 à 12 administrateurs qui se réunit au moins 3 fois dans l'année. Le conseil d’administration élit en son sein un président, un trésorier et un secrétaire qui composent le bureau de la FédéGN. Ce dernier est responsable du fonctionnement et de la gestion courante de la fédération.
Les membres de la FédéGN sont répartis en plusieurs catégories :
- Membres adhérents : associations ayant vocation à organiser ou co-organiser des GN (selon la définition établie dans le règlement intérieur de la FédéGN).
- Membres associés : associations souhaitant adhérer à la FédéGN ayant une activité ou un but s'inscrivant dans les objectifs de la FédéGN, mais ne remplissant pas les conditions pour être membre adhérent. (associations en sommeil notamment)
- Membres de droit : personne morale représentant un organisme subventionnant la FédéGN qui en ferait la demande. Ce statut est acquis pour l'année en cours et peut être reconduit pour un an sur décision du bureau.
- Membres bienfaiteurs : personne morale physique ou morale ayant effectué un don d'au moins 100€ à la FédéGN. Ce statut est soumis à l’approbation de l'assemblée générale sur proposition du conseil d'administration. Ce statut est acquis pour l'année en cours et peut être reconduit pour un an sur décision du bureau.
- Membres d'honneur : personne dont les interventions ont été fondamentales dans le développement et la poursuite des objectifs de la FédéGN. Ce statut est soumis à l’approbation de l'assemblée générale sur proposition du conseil d'administration ou de la moitié des membres adhérents.

Seuls les membres adhérents ont un droit de vote lors de l'assemblée générale. Les membres de droit disposent d'une voix consultative.

## Identité visuelle
Un tout premier logo voit le jour en même temps que la FédéGN en 1996. Il n'est utilisé qu'un peu plus d'une année avant d'être remplacé par un second plus lisible dès 1998. Il est à son tour remplacé par une version plus graphique et plus colorée en mai 2006.

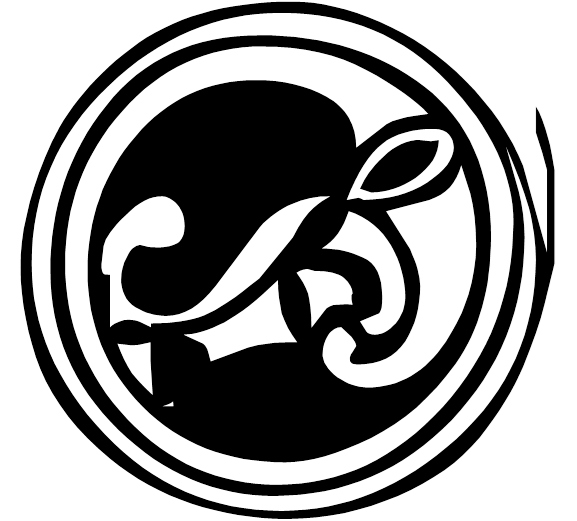
Logo de la FédéGN de 1996 à 1998
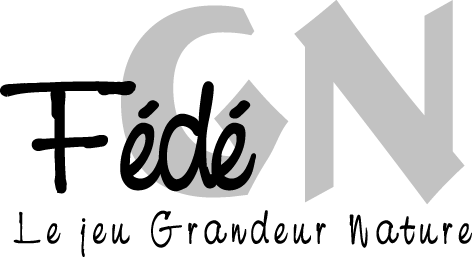
1998 à mai 2006
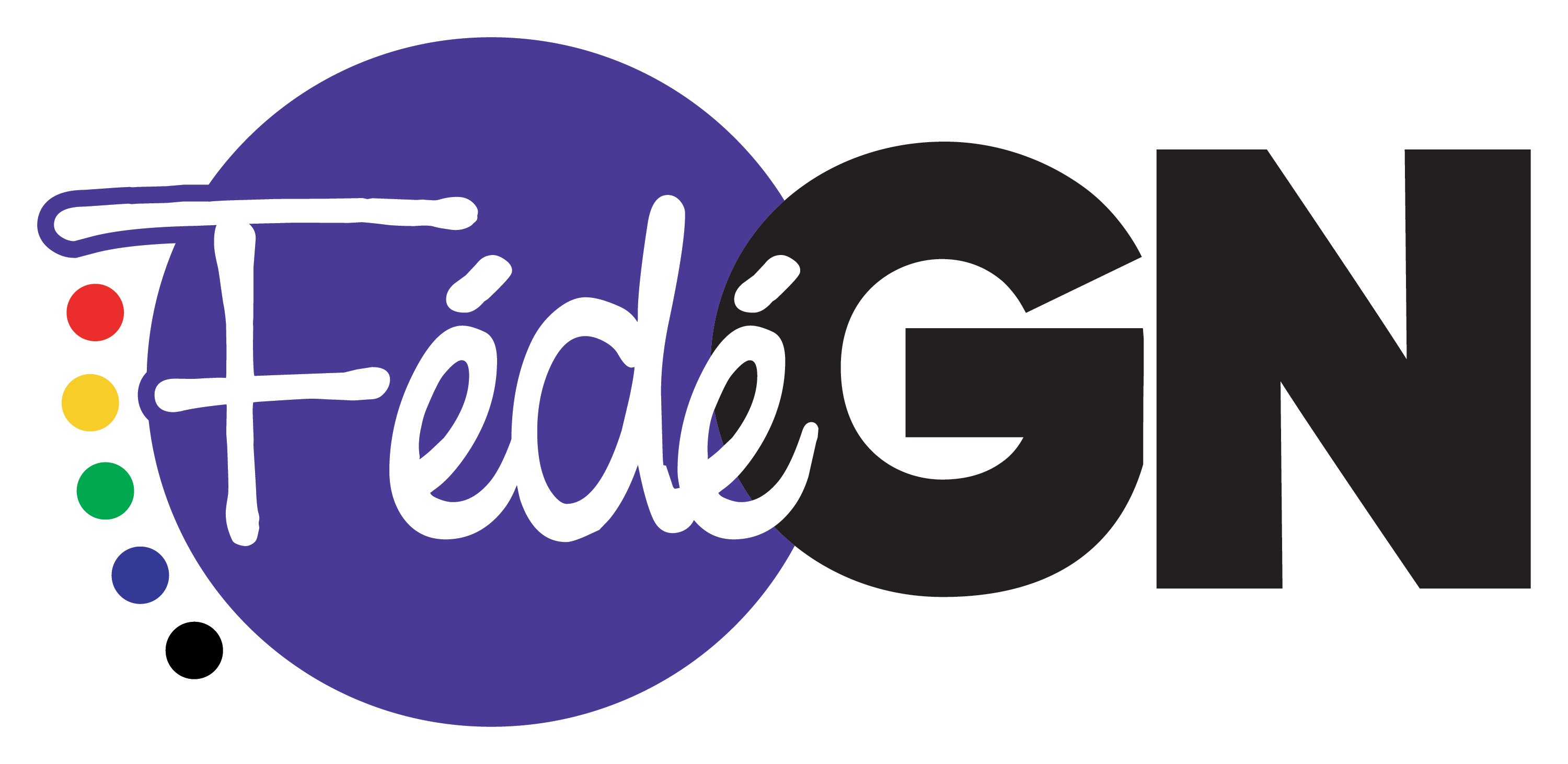
Depuis mai 2006

Le logo introduit en 2006, toujours utilisé aujourd'hui, symbolise l'union par son cercle central coloré et la diversité des formes de GN par les points colorés situés sur sa gauche, comme l'indique la "Lettre de la Fédé" n° 56.
Le logo est décliné pour les membres de la FédéGN, la mot "membre" étant ajouté sous celui-ci, et existe également en noir et blanc. Son utilisation est soumise au respect de sa charte graphique.
La devise de la FédéGN, "Le jeu Grandeur Nature", qui a disparu du logo lors de sa refonte, l'accompagne parfois sur les supports de la communication comme le site internet ou encore les banderoles.

## Dirigeants successifs
| Année | Président                                                          | Trésorier                                                | Secrétaire                 |
| ----- | ------------------------------------------------------------------ | -------------------------------------------------------- | -------------------------- |
| 1996  | Bernard Mendiburu                                                  | Cèdre Teillard                                           | Jérôme Thiery              |
| 1997  | Bernard Mendiburu                                                  | Cédric Bouchet                                           | Stéphane Gesquière         |
| 1998  | Corinne FONTAINE                                                   | Cédric Bouchet - Jusqu'en mars 1998 Puis Fabrice Mrugala | Stéphane Gesquière         |
| 1999  | Corinne FONTAINE                                                   | Fabrice Mrugala                                          | Stéphane Gesquière         |
| 2000  | Olivier Artaud                                                     | Fabrice Mrugala                                          | Stéphane Gesquière         |
| 2001  | Olivier Artaud                                                     | Priscille Barbe                                          | Stéphane Gesquière         |
| 2002  | Olivier Artaud                                                     | Mathieu Roquefort                                        | Stéphane Gesquière         |
| 2003  | Karuna Yoganathan                                                  | Mathieu Roquefort                                        | Stéphane Gesquière         |
| 2004  | Karuna Yoganathan                                                  | Mathieu Reverse                                          | Stéphane Gesquière         |
| 2005  | Karuna Yoganathan                                                  | Mathieu Reverse                                          | Stéphane Gesquière         |
| 2006  | Hervé Durand                                                       | Karine Lefeuvre                                          | Stéphane Gesquière         |
| 2007  | Hervé Durand                                                       | Karine Lefeuvre                                          | Stéphane Gesquière         |
| 2008  | Hervé Durand                                                       | Karine Lefeuvre                                          | Stéphane Gesquière         |
| 2009  | Baptiste Cazes                                                     | Marie-Pierre Mousset                                     | Eric Collet                |
| 2010  | Baptiste Cazes                                                     | Marie-Pierre Mousset                                     | Eric Collet                |
| 2011  | Marie-Pierre Mousset                                               | Aude Gaillard                                            | Eric Collet                |
| 2012  | Marie Pierre Mousset - Jusqu'au 20/02/2012 Puis Stéphane Gesquière | Sandrine Léger                                           | Olivier Artaud             |
| 2013  | Stéphane Gesquière                                                 | Laura Michiel                                            | Alexandre Tamé             |
| 2014  | Stéphane Gesquière                                                 | Laura Michiel                                            | Lila Clairence             |
| 2015  | Stéphane Gesquière                                                 | Laura Michiel                                            | Alexandre Tamé             |
| 2016  | Alexandre Tamé                                                     | Stéphane Gesquière                                       | Gil Procureur              |
| 2017  | Alexandre Tamé                                                     | Stéphane Gesquière                                       | Gil Procureur              |
| 2018  | Alexandre Tamé                                                     | Stéphane Gesquière                                       | Xavier JACUS (par intérim) |
| 2019  | Yannick MAHALIMBY                                                  | Stéphane Gesquière                                       | Alexandre Tamé             |
| 2020  | Yannick MAHALIMBY                                                  | Stéphane Gesquière                                       | Alexandre Tamé             |
| 2021  | Yannick MAHALIMBY                                                  | Stéphane Gesquière                                       | Alexandre Tamé             |
| 2022  | Solène BALEZEAUX                                                   | Stéphane Gesquière                                       | Cédric FITOUSSI            |
| 2023  | Solène BALEZEAUX                                                   | Stéphane Gesquière                                       | Yannick MAHALIMBY          |

## Activités
Bien que la FédéGN n'organise pas elle-même de GN, elle est l'instigatrice d'événements qui ont lieu autour de l'activité. Ces événements sont alors organisés pour le compte de la FédéGN par des équipes indépendantes, qu'il s'agisse d'associations ou de groupes d'individus réunis sous la bannière de la fédération.
La FédéGN met à disposition des organisateurs sa structure associative, elle reste ainsi la responsable de l'organisation face aux pouvoirs publics et propriétaires des sites où les événements sont organisés, ses agréments qui permettent de faciliter notamment la recherche de salles, son assurance, son matériel, le site web consacré à la manifestation, et enfin le nom de l'événement qui ne peut être utilisé que pour des événements qu'elle a accrédité.
Ces événements ne sont pas figés dans le temps en termes de date, ni dans l'espace en termes de localisation.

### Nuits du Huis Clos
La Nuit du Huis Clos (NDHC) a pour but de faire découvrir l'activité au grand public, et de faire rencontrer de nouvelles associations aux joueurs expérimentés.
Elle utilise plusieurs mécanismes pour parvenir à ce but :
- une participation abordable, généralement de 10 € ;
- plusieurs jeux de courte durée proposés en parallèle ;
- une prise en compte du niveau du joueur et un accompagnement.

La première édition a eu lieu à Paris en 2004. Depuis, plusieurs autres villes ont vu s'organiser des NDHC : Amiens, Libourne, Lyon, Marseille, Nantes, Rennes, Saint-Étienne et Toulouse.

### GNiales
Les GNiales sont des conventions consacrées au GN. Elles permettent à des organisateurs, expérimentés ou en devenir, de se rencontrer et d’échanger,.
La programmation des GNiales s'organise autour de quatre types d'interventions :
- des Conférences : avec un intervenant maîtrisant son sujet ;
- des Ateliers : consacrés à la fabrication d’objets ou à la pratique de techniques ;
- des Tables rondes : échanges entre personnes ayant des connaissances ;
- des Débats : échanges entre personnes ayant des opinions.

La première édition a lieu à Paris en 2005. Les GNiales ont ensuite été dupliquées au niveau régional, donnant naissance aux RéGNiales. Le nom RéGNiales a depuis été abandonné, toutes les éditions étant désormais des GNiales.

## Agréments
La FédéGN est agréée Jeunesse et Éducation Populaire depuis 2001, d'abord au niveau départemental, puis en 2007 au niveau national par arrêté du Ministère de la Jeunesse, des Sports et de la Vie Associative,.
Depuis le 18 décembre 2008, la FédéGN est également reconnues d'intérêt général. Cependant, depuis 2015, l'administration fiscale ne lui permet plus d'établir de reçus fiscaux sans pour autant révoquer son statut d'organisme d'intérêt général.

## Publications
La FédéGN publie de façon périodiquement la Lettre de la Fédé, bulletin d'information concernant l'actualité de la fédération et du GN, ainsi qu'une revue, GN Mag.
GN Mag a d'abord été publié sous forme d'un magazine papier pour les 24 premiers numéros. La plupart de ces anciens numéros sont encore à ce jour disponible auprès de la FédéGN. Depuis le 25ème numéro, le magazine est disponible sous forme numérique sur le site de la FédéGN, cependant la parution est désormais occasionnelle.